# Аветик Багдасарян
Аветик Багдасарян (арм. Ավետիք Պաղտասարեան), более известный как Чтец Тигранакертци (арм. Ընթերցող Տիգրանակերտցի, реже — Амдеци арм. Ամդեցի) — армянский учёный, историк и путешественник XVII—XVIII веков. Оставил богатое научное наследие в разных областях — астрономия, календароведение, математика, историография, музыковедение. Его труды представляют состояние армянской научной школы эпохи в математических дисциплинах.

## Жизнь и деятельность
Точные даты рождения и смерти неизвестны. Был мелким клириком родом из города Диярбакыр (арм. Тигранакерт или Амид, откуда и прозвища). Владел многими иностранными языками — арабским, персидским, ассирийским, грузинским, ивритом, коптским, турецким, греческим, латинским и французским. По собственному признанию, учил языки для обогащения своих знаний. Своё настоящее имя упоминал редко, в основном именовал себя «чтецом из Тигранакерта».
Долгое время жил и обучался в крупных культурных центрах Османской Армении — Эрзруме, Ване, Битлисе, Себастии и Тохате, затем, в целях дальнейшего образования, стал путешествовать по Персии и Аравии. Особенно интересовался естественными науками, а также историей и географией. За такую любовь к знаниям его критиковали консервативно настроенные представители духовенства, которых он характеризовал как «ненавидящие знания беспутные чревоугодники». Взгляды Аветика на отношение церкви к науке наилучшим образом отражены в его фразе «Лучше быть грешным учёным, чем праведным неучом». Пользуясь армянскими и иноязычными источниками, составил несколько научных трудов по астрономии (астрологии, календароведению). Результатом 35-летней работы стало обширное сочинение «Книга записей», состоящее из нескольких томов и имеющее важное научное значение. Не менее примечательна книга «Астролябий», в которой описаны разные астрономические инструменты. Также является автором летописи, охватывающим период до 1715 года.
Последние сведения о нём датируются 1719 годом, дальнейшая судьба Аветика неизвестна.

### Путешествие в Африку
В 1696—1699 годах вместе с Харбердским архимандритом Аствацатуром отправился в путешествие по Африке, побывал в разных районах Эфиопской империи (у Аветика — Абешстан, то есть Абиссиния), и соседних стран, подробно описав увиденное. Рассказывал о главных провинциях Эфиопии — Амхаре и Тигрэ, но особенно ценны сведения об окраинных областях Агау, Галла, Энарья, Аусса, об османских владениях в Африке, о княжествах Восточного Судана — Донголы, Сеннара, Корти и других, о кочевых племенах Нубийской пустыни, сахарских и эфиопских иудеях, неграх-гумуз и т. д. Особенно его поразила бедность племени абабде в Восточном Судане. Будучи весьма наблюдательным, он довольно точно описывает расовый тип различных африканских народов, их одежду, обычаи, религию, политические условия, торговые пути и города. В княжестве Корти Аветик застал ещё христианское население и действующие церкви; следуя далее на запад, они с Аствацатуром посетили государство Дар-фур и территорию современной Республики Чад, куда европейские путешественники проникли значительно позже. Отсюда они направились в Текрур, как тогда называли мусульманские страны Западной Африки. В описании жителей Текрура Аветик пишет: «Царём у них арап, имя ему Султан Махмет: у него 40 сыновей. Во время нашего пребывания в этой земле он убил одного из сыновей из-за одной своей жены. Народ Текрура статен, красив лицом и весьма храбр. Если за всякого другого раба предлагают 50 пиастров, то за раба из этого народа — вдвое больше. По происхождению они арапы, магометане по вере, но дружественно расположены к армянам. Покрой платья у них, как у османских турок.». Замечание о дружественном отношении к армянам позволяет предположить о посещении Западного Судана армянскими путешественниками и ранее. Эти географические и этнографические описания Африки впоследствии вошли в состав его «Географии».

## Сочинения

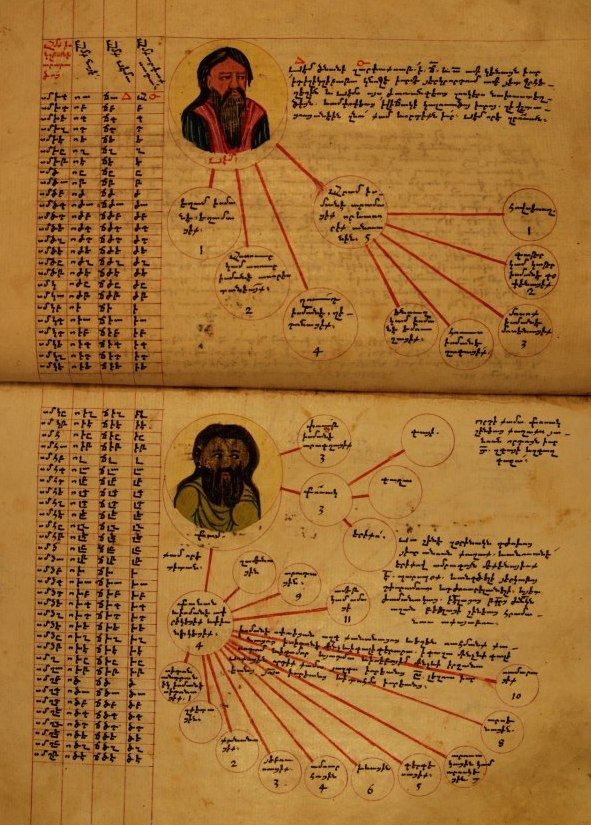
Страница из «Летописи»

- «Книга записей» (Դեֆթեր գիրք, Дефтер гирк)

Написана в 1684—1719 годах. Основная часть — астрономические и календарные таблицы, вычисления, астрологические трактаты.
- «Астролябий» (Ըստուռլապ, Ыстурлап)

Написана в 1695—1709 годах. Начинается с описания астролябия, затем и других астрономических инструментов. Использованы арабские источники. В труде содержатся музыковедческие материалы.
- «Златочрев» (Ոսկեփորիկ, Воскепорик)

Составлена в 1700 году. Представляет собой компиляцию разных богословских сочинений армянских мыслителей. Основная часть взята из «Златочрева» Григора Татеваци, а также других трудов Татеваци и его учителя Ованеса Воротнеци.
- «Летопись» (в разных источниках упоминается под заглавиями «Гавазанагирк» (Գավազանագիրք[10]) или «Ахюсакапатмагир» (Աղիւսակապատմագիր[11])

Хронографический труд. Написан в 1701—1712 годах по заказу вардапета (будущего католикоса) Аствацатура I. В связи с вступлением Аствацатура на католикосский престол Аветик дополнил его, доводя повествование до начала его правления — 8 мая 1715 года. Пользовался «Книгой историй» Аракела Даврижеци. Сохранился в авторской рукописи (Матенадаран № 1492).
- «Астрология» (Ախտարացույց, Ахтарацуйц)

Посвящён в основном астрологическим прогнозам. Закончен в 1719 году. Использованы латинские источники.
- «Книга таблиц» (Զիճ գիրք, Зич гирк)

Содержит календарные и астрономические таблицы. Использованы арабские источники. Закончен в 1719 году.
- «География» (Աշխարացույց, Ашхарацуйц)

Описываются путешествия Аветика разных лет. Довольно достоверны и обстоятельны сообщения об армянонаселённых городах Малой Азии и Киликии. Сведения об Африке включены в отдельную главу «Путешествие в Абиссинию».

### Рукописи и издания
Большинство рукописей сочинений Аветика находятся в библиотеке Мхитаристов Венеции. В Матенадаране хранятся четыре рукописи (в том числе и авторская) его летописи (№ 1492, 6243, 7424, 8072) и одна рукопись «Астрологии» (№ 10095).
Изучением деятельности Автика и его наследия первым занялся Гевонд Алишан. В 1897 году он посвятил ему несколько статей в журнале «Базмавеп», в которых также издал небольшие отрывки из его трудов, в том числе и главу «Путешествие в Абиссинию» из «Географии». Наибольший интерес в академических кругах вызвало именно это сочинение, как уникальный источник по географии и этнографии Африки. В том же году «Путешествие в Абиссинию» был переведён на итальянский язык, а через год и на русский. Остальные сочинения Аветика остаются неизданными.

## Основная литература
- Л. Алишан. Աւետիք Պաղտասարեան, ընթերցող Տիգրանակերտցի-1 // Базмавеп. — 1897. — № 7.
- Л. Алишан. Աւետիք Պաղտասարեան, ընթերցող Տիգրանակերտցի-2 // Базмавеп. — 1897. — № 8.
- Л. Алишан. Աւետիք Պաղտասարեան, ընթերցող Տիգրանակերտցի-3 // Базмавеп. — 1897. — № 9.
- Л. Алишан. Աւետիք Պաղտասարեան, ընթերցող Տիգրանակերտցի-4 // Базмавеп. — 1897. — № 10.
- Чобанян П. Новые материалы об Аветике Тигранакертском // Вестник общественных наук АН АрмССР. — 1973. — № 7. — С. 96—104.
- Аветик Тигранакертци = Ավետիք Տիգրանակերտցի // Армянская Советская Энциклопедия. — 1974. — Т. 1. — С. 615.